# Вишневський Іван-Фрідріх Станіславович
Іва́н-Фрі́дріх Станісла́вович Вишне́вський (5 травня 1829 — 1875) — російський архітектор. Автор проєкту першого залізничного вокзалу в Києві.

## Життєпис
Народився 5 травня 1829 року, ймовірно, у Петербурзі. Вищу професійну освіту здобув у Петербурзькій академії мистецтв, в якій навчався з кінця 1840-х рр. до 1852 року. Після закінчення навчання отримав малу срібну медаль та звання незакласного художника.
У Києві виконав ряд важливих робіт, найвагомішою роботою митця є перший залізничний вокзал у місті.
Публікувався у професійних виданнях, здебільшого вміщував матеріали про власні роботи.

## Стиль
Вживав стильові форми неоренесансу, неоготики.

### Роботи

#### У Києві
- Залізничний вокзал (1868—1870 рр., не зберігся),
- Виробничі корпуси Деміївського цукроворафінадного заводу (1868–1870 рр.;1873–1874 рр.),
- Житловий будинок на вул. Володимирській, 38 (1871 р., не зберігся).

#### Для інших міст
- Проєкт собору Олександра Невського в Нижньому Новгороді.

### Друковані праці
- Станция в Киеве // Зодчий. — 1874. — № 8 — 9. — С 113.

## Зображення

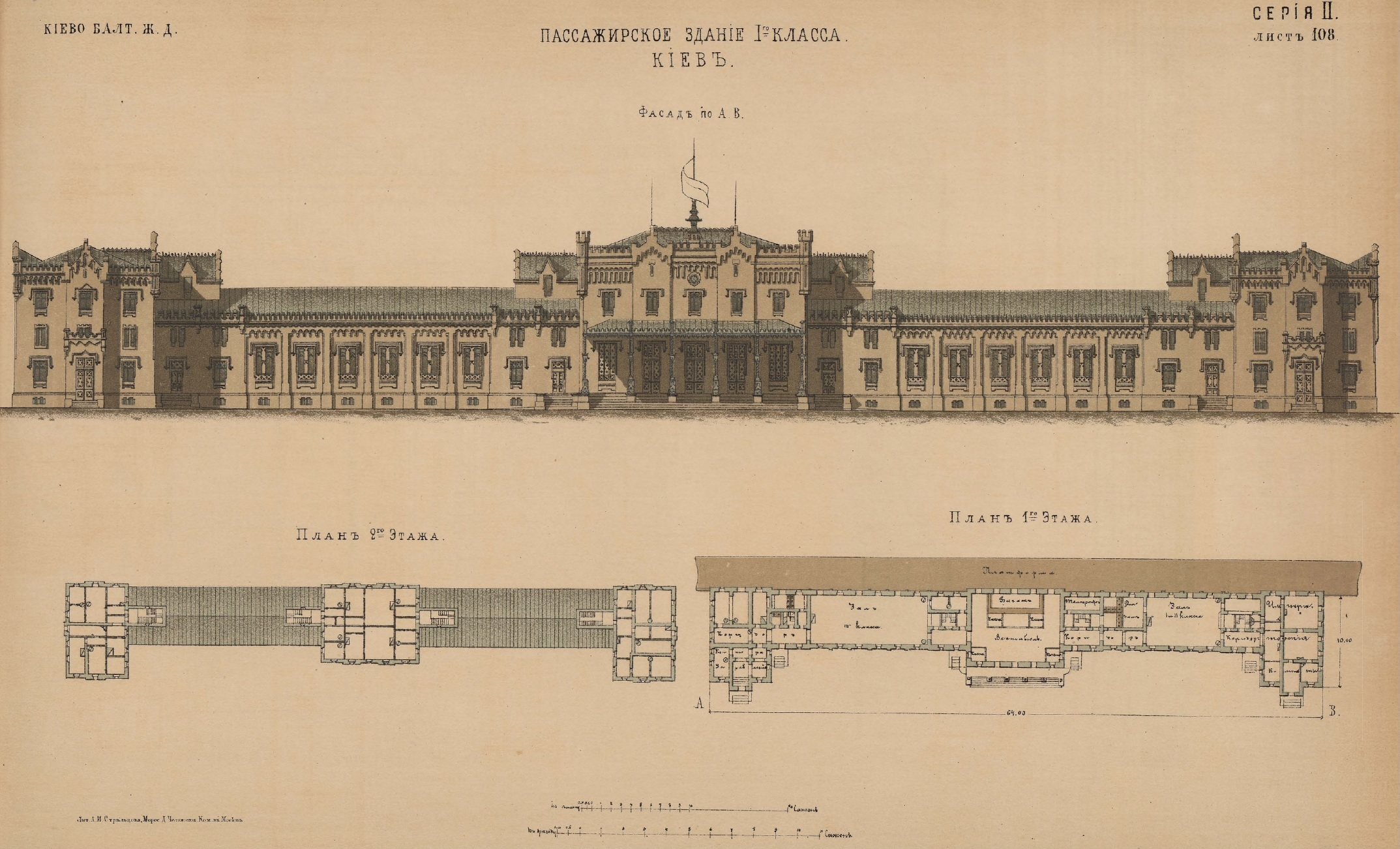
Проєкт залізничного вокзалу в Києві
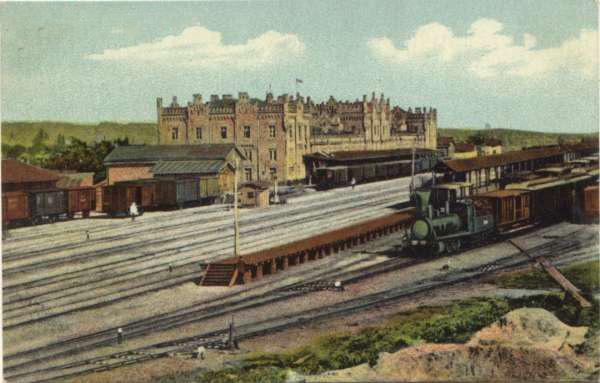
Київський залізничний вокзал у XIX ст.
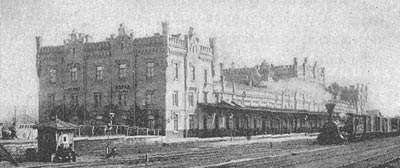
Київський залізничний вокзал наприкінці XIX ст.